# Almasud Records

A Almasud Records - Edição de Bens Culturais é uma editora e empresa de gestão cultural sediada em Funchal na ilha da Madeira, tendo sido responsável pela revitalização da música tradicional da Madeira, ao lançar nos anos 90 do século passado diversos grupos, como os Almma, Encontros da Eira e Banda d'Além.
A empresa foi ainda produtora de dois festivais musicais. O Festival Raízes do Atlântico, promovido pela Direcção Regional dos Assuntos Culturais do Governo Regional da Madeira, que desde 1999 reúne todos os anos no final de Julho vários artistas ligados à música tradicional e world music e o Festival Madeira Dig, organizado desde 2004, realiza-se na primeira semana de Dezembro no Centro das Artes / Casa das Mudas, dedicando-se à arte digital.